# Namibisk vildhäst
Namibisk vildhäst är en speciell ras av vildhästar som lever på stäpperna och i öknarna i Namibia. De härstammar från hästar som fördes till Afrika med nybyggare under kolonitiden. De vilda hästarna är ett populärt turistmål i Namibia men är också konstant hotade av svåra torrperioder som drabbar de afrikanska stäpperna. 

## Historia
De namibiska hästarnas förflutna är relativt okänt, men då det inte har funnits några inhemska hästar i södra Afrika, har alla hästar från Afrika utvecklats med hjälp av importerade hästar eller hästar som vandrat från de norra delarna. De namibiska vildhästarna har med största sannolikhet utvecklats och förändrats på samma sätt som de amerikanska mustangerna, genom hästar som förts in i landet och sedan släppts fria eller rymt. Hästarnas utseende och egenskaper har växt fram genom alla århundraden på stäpperna. 
Under koloniseringarna av Afrika på 1800-talet fördes många olika hästar till Afrika av nybyggare, vilket gör att den vanligaste teorin om de Namibiska hästarnas ursprung, säger att de utvecklats ur europeiska hästar. Under första världskriget hade ett flertal stuterier upprättats i de olika kolonierna, och Namibia var under Tysklands styre. Detta gjorde att de namibiska vildhästarna påverkades genetiskt av tyska kavallerihästar som släpptes lösa på stäpperna. Det var först efter första världskriget, på 1920-talet som mer utförliga dokumentationer gjordes om de namibiska vildhästarna och det dröjde ända in på 1930-talet innan lokala bönder, nybyggare och kolonisatörer erkände att de släppt hästar lösa på stäpperna. 
1992 och 1998 var stammen allvarligt hotad av en svår torka som drabbade Namibia. Till följd av 1992 års torka började man dokumentera hästarna mer utförligt. Man skrev upp antalet hästar, hur många föl som föddes och hur många hästar som dog. Dessa siffror gjorde att man nu insåg att stammens storlek var starkt beroende av hur svåra torrperioderna blev och hur stor tillgång till vatten hästarna hade. Antalet hästar var så högt som 149 stycken år 1997, men efter torkan 1998 hade siffran sjunkt till 89. Dock ökade den snabbt till 147 stycken redan i april 2005. För att undvika inavel bland flockarna, var det viktigt att antalet hästar aldrig sjönk under 100 stycken. 
Idag har genetiska tester visat att de namibiska vildhästarna har samma genuppsättning som de Sydafrikanska Boerhästarna, samt släktskap med den tyska Trakehnaren. Vildhästarna lockar tusentals turister till de namibiska stäpperna varje år, men är idag hotade, mycket på grund av de extremt svåra torrperioderna, men även på grund av att markerna grävs upp och bebyggs. Det största antalet hästar bor dock på en cirka 350 kvadratkilometer stor yta, som ingår i den statligt ägda nationalparken Naukluft Park. Idag existerar cirka 150 vilda hästar, men en del hästar lever även i fångenskap, där de används som ridhästar och till lättare jordbruk.

## Egenskaper

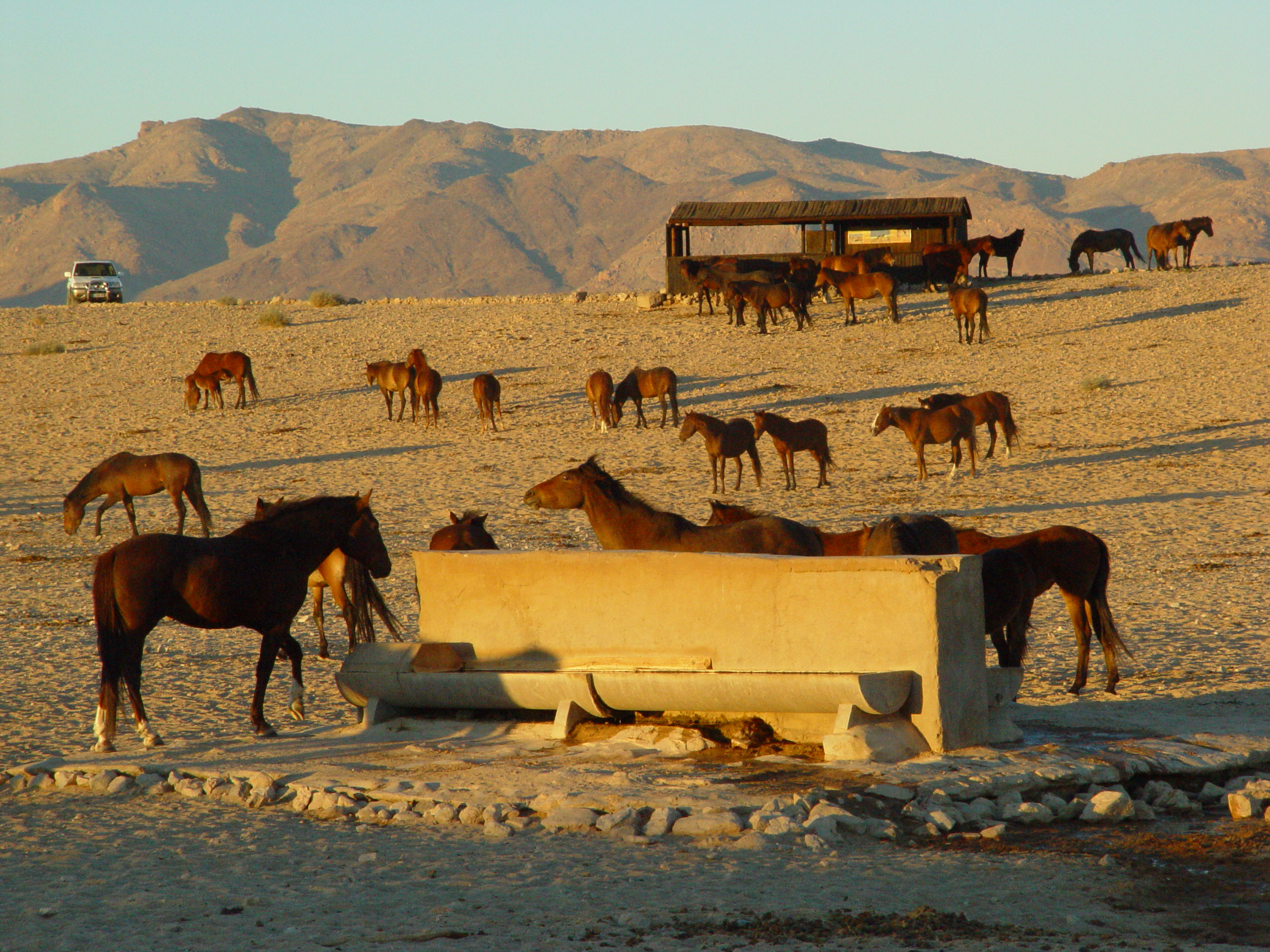
För att de vilda hästarna ska få hjälp under de torraste perioderna, finns stationer med vatten och foder utplacerade

De namibiska hästarna har som många vildhästar en stark överlevnadsinstinkt och klarar sig väl på det magra betet i de namibiska öknarna. Under de värsta torrperioderna söker sig många till bevattningsstationer, som byggts upp runt staden Garub, där hästarna håller till. För att kunna tillgodogöra sig alla näringsämnen, äter de namibiska hästarna även sin egen spillning. De cirka 100 hästarna på stäpperna lever i olika flockar på runt tio djur. Oftast är det en eller två hingstar som leder en grupp med ston och deras föl. Men de olika flockarna är inga hot för varandra och det är ovanligt med slagsmål mellan hästarna. De namibiska vildhästarna är även fredliga mot andra djur och kan ofta ses beta tillsammans med oryxer. 
De namibiska hästarna har även ovanligt god exteriör. Mankhöjden kan variera något men de flesta ligger på cirka 150-160 cm. Hästarna har ganska långa ben, platta men välmusklade ryggar och en lång smal hals. Huvudet är lätt utåtbuktande men visar på ädla drag. Hästarna är nästan uteslutet bruna eller fuxar. 